# Fleury (Aude)
Fleury – miejscowość i gmina we Francji, w regionie Oksytania, w departamencie Aude. W 2013 roku zamieszkiwało ją 3867 osób. Do XVII wieku miejscowość nosiła nazwę Pérignan, jednak od 1814 roku oficjalną jej nazwą jest Fleury.

## Geografia

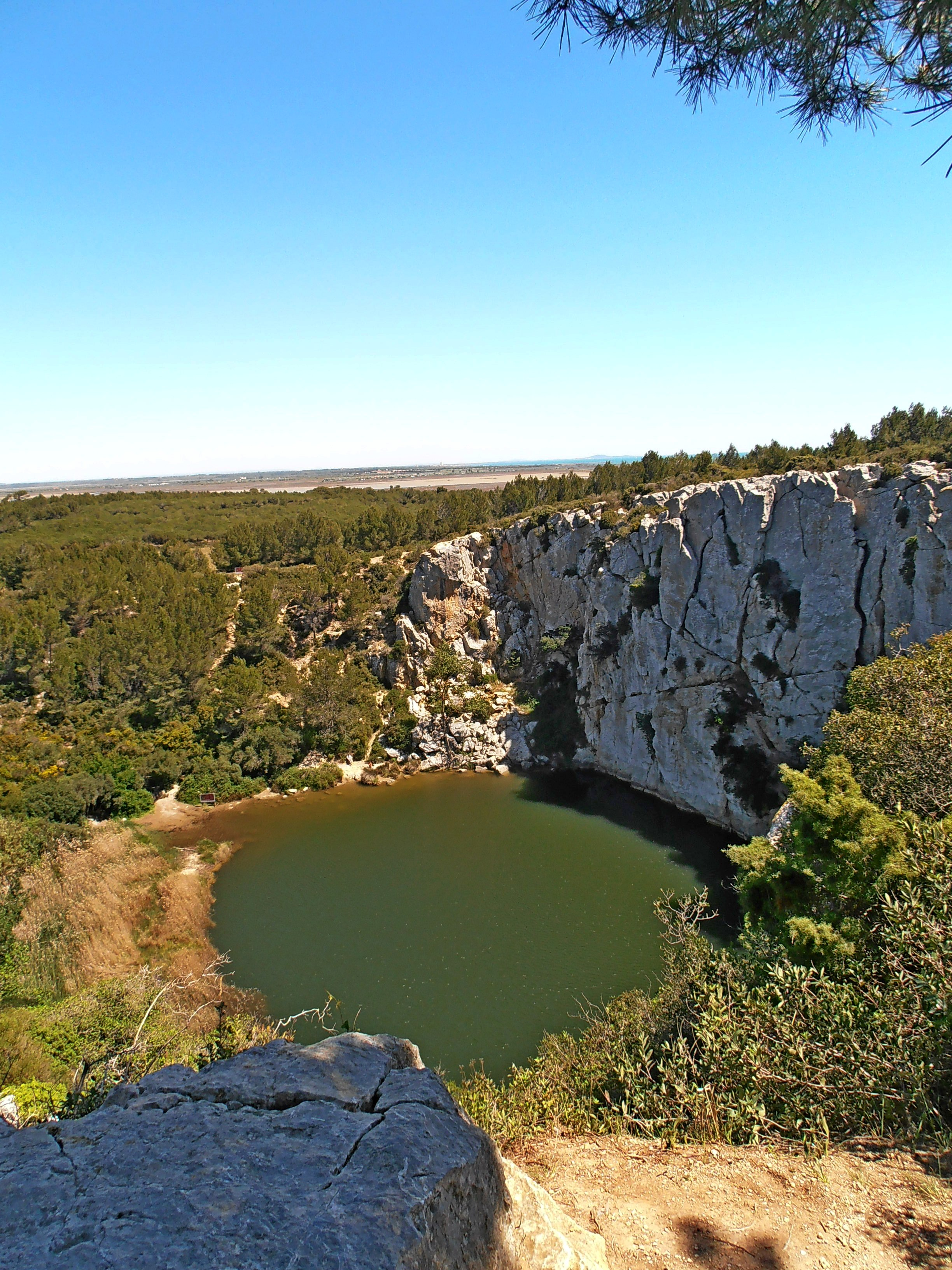
Cenote Gouffre de l'Œil Doux

W gminie Fleury są trzy odrębne ośrodki mieszkalne – Fleury, które ma zabytkowy charakter i jest położone w głębi lądu, Saint-Pierre-la-Mer, które jest miejscowością nadmorską na wybrzeżu Zatoki Lwiej, oraz Les Cabanes-de-Fleury, które jest dawną wioską rybacką znajdującą się przy ujściu rzeki Aude do Morza Śródziemnego. 
Gmina jest położona w mniej więcej równej odległości między miastami Narbona i Béziers. Na północ od niej przebiega autostrada A9. Całe terytorium gminy znajduje się w granicach chronionego obszaru Parku Regionalnego Narbonnaise en Méditerranée. W pobliżu miejscowości Saint-Pierre-la-Mer znajduje się cenote Gouffre de l'Œil Doux, natomiast pomiędzy nią a Les Cabanes-de-Fleury położone jest jezioro przybrzeżne Étang de Pissevaches.

## Demografia
W 2013 roku populacja miejscowości liczyła 3867 mieszkańców. 
|  |

Źródła:
cassini/EHESS (dla danych z lat 1962-1999)
INSEE (dla danych z 2008 i 2013 roku)

## Zabytki

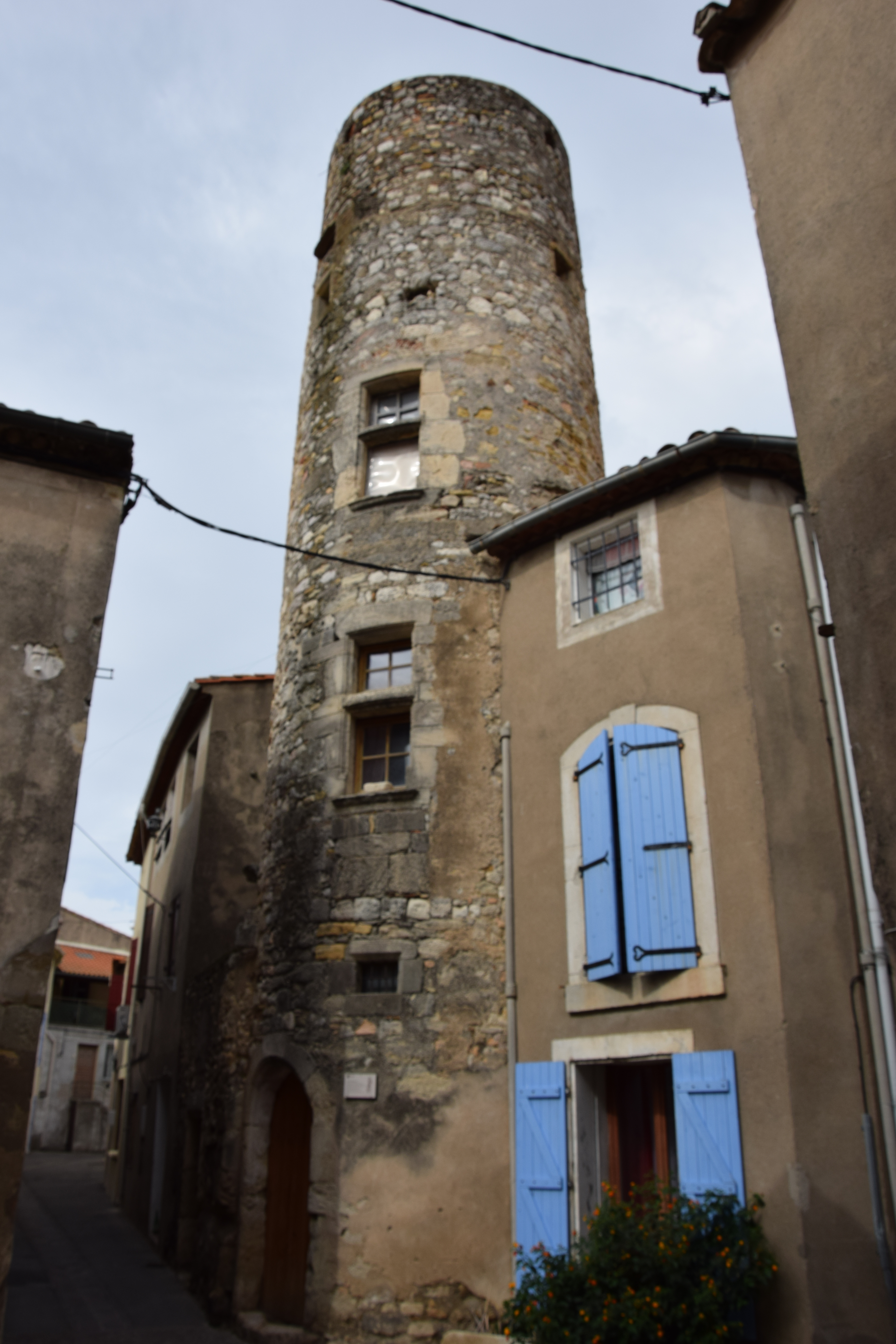
Tour de Balayard

Zabytki we Fleury posiadające status monument historique:
- Chapelle des Pénitents
- Fount de Rome
- Tour de Balayard

## Przyroda

### Fauna
W akwenach i ciekach wodnych na obszarze tej gminy występują takie endemiczne gatunki ryb jak Cottus rondeleti, Gobio occitaniae czy Phoxinus septimaniae. Ponadto są tutaj obecne takie gatunki jak: leszcz (Abramis brama), 
ukleja pospolita (Alburnus alburnus), węgorz europejski (Anguilla anguilla), ateryna Boyera (Atherina boyeri), brzana pospolita (Barbus barbus), Barbus meridionalis, krąp (Blicca bjoerkna), tępogłów grubowargi (Chelon labrosus), szczupak pospolity (Esox lucius), cefal cienkowargi (Liza ramada), cefal (Mugil cephalus), świnka podkowoustna (Parachondrostoma toxostoma), okoń pospolity (Perca fluviatilis), minóg morski (Petromyzon marinus), stornia (Platichthys flesus), babka piaskowa (Pomatoschistus microps), różanka pospolita (Rhodeus amarus), płoć (Rutilus rutilus), ślizg słodkowodny (Salaria fluviatilis), pstrąg (Salmo trutta), wzdręga (Scardinius erythrophthalmus) czy lin (Tinca tinca). Można na terenie gminy spotkać gatunki introdukowane takie jak: sumik czarny (Ameiurus melas), karaś chiński (Carassius auratus), karaś pospolity (Carassius carassius), gambuzja Holbrooka (Gambusia holbrooki) czy bass wielkogębowy (Micropterus salmoides). Ponadto żyją tutaj też gatunki inwazyjne spośród których można wymienić między innymi karpia (Cyprinus carpio), bassa słonecznego (Lepomis gibbosus), sandacza pospolitego (Sander lucioperca) czy suma pospolitego (Silurus glanis).
Na terenie gminy występuje endemiczny gatunek mięczaka – Moitessieria simoniana. Ponadto zaobserwowano tutaj innych przedstawicieli mięczaków, takich jak Cochlicella conoidea oraz Xerocrassa penchinati. 
W gminie Fleury zarejestrowano takie gatunki owadów jak: Aiolopus thalassinus, Brindalus porcicollis, kozioróg dębosz (Cerambyx cerdo), Clonopsis gallica, Decticus albifrons, modliszka śródziemnomorska (Empusa pennata), Euborellia annulipes, Euchorthippus elegantulus, gnilik czteroplamy (Hister quadrimaculatus), Isidus moreli, Lacon punctatus, Loboptera decipiens, szarańcza wędrowna (Locusta migratoria), modliszka zwyczajna (Mantis religiosa), Platycleis tessellata, Psammodius basalis, Ramburiella hispanica, Rhyssemus algiricus, Ruspolia nitidula, Tylopsis lilifolia oraz Uromenus rugosicollis.

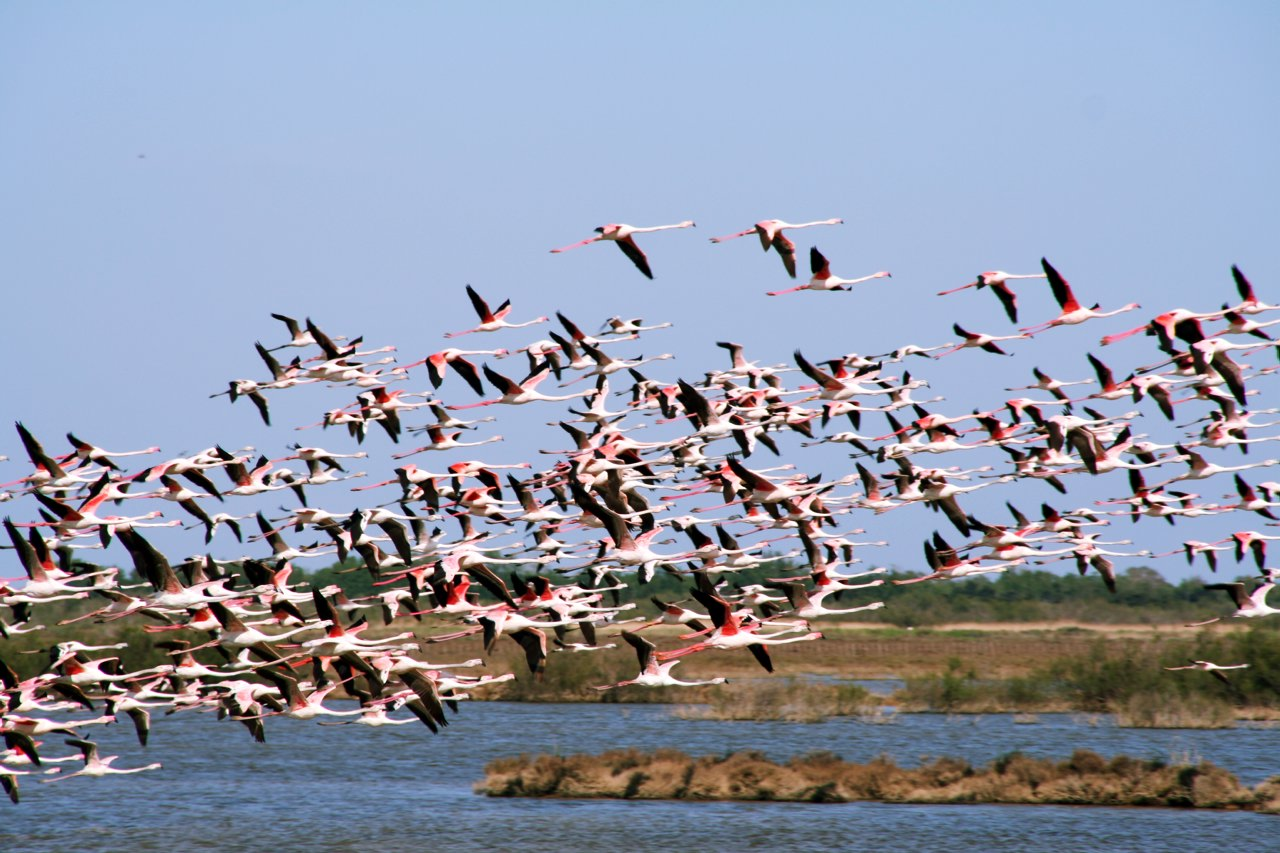
flamingi karmazynowe nad jeziorem Étang de Pissevaches

Na obszarze gminy zaobserwowano takie gatunki ptaków jak: trzciniak zwyczajny (Acrocephalus arundinaceus), tamaryszka (Acrocephalus melanopogon), rokitniczka (Acrocephalus schoenobaenus), trzcinniczek zwyczajny (Acrocephalus scirpaceus), świergotek polny (Anthus campestris), jerzyk zwyczajny (Apus apus), czapla purpurowa (Ardea purpurea), pójdźka zwyczajna (Athene noctua), bąk zwyczajny (Botaurus stellaris), puchacz zwyczajny (Bubo bubo), wierzbówka zwyczajna (Cettia cetti), sieweczka morska (Charadrius alexandrinus), mewa śmieszka (Chroicocephalus ridibundus), gadożer zwyczajny (Circaetus gallicus), błotniak stawowy (Circus aeruginosus), błotniak łąkowy (Circus pygargus), chwastówka zwyczajna (Cisticola juncidis), kukułka czubata (Clamator glandarius), kraska zwyczajna (Coracias garrulus), potrzeszcz (Emberiza calandra), ortolan (Emberiza hortulana), potrzos zwyczajny (Emberiza schoeniclus), pustułeczka (Falco naumanni), pustułka zwyczajna (Falco tinnunculus), rybitwa krótkodzioba (Gelochelidon nilotica), ostrygojad zwyczajny (Haematopus ostralegus), szczudłak zwyczajny (Himantopus himantopus), zaganiacz szczebiotliwy (Hippolais polyglotta), mewa mała (Hydrocoloeus minutus), mewa czarnogłowa (Ichthyaetus melanocephalus), dzierzba śródziemnomorska (Lanius meridionalis), dzierzba czarnoczelna (Lanius minor), dzierzba rudogłowa (Lanius senator), mewa żółtonoga (Larus fuscus), mewa romańska (Larus michahellis), podróżniczek (Luscinia svecica), kania ruda (Milvus milvus), pliszka siwa (Motacilla alba), pliszka żółta (Motacilla flava), hełmiatka zwyczajna (Netta rufina), ślepowron zwyczajny (Nycticorax nycticorax), białorzytka rdzawa (Oenanthe hispanica), wąsatka (Panurus biarmicus), flaming karmazynowy (Phoenicopterus ruber), kopciuszek zwyczajny (Phoenicurus ochruros), modrzyk zwyczajny (Porphyrio porphyrio), szablodziób zwyczajny (Recurvirostra avosetta), remiz zwyczajny (Remiz pendulinus), kląskawka przylądkowa (Saxicola torquatus), rybitwa rzeczna (Sterna hirundo), rybitwa białoczelna (Sternula albifrons), pokrzewka aksamitna (Sylvia melanocephala), rybitwa czubata (Thalasseus sandvicensis), krwawodziób (Tringa totanus) oraz dudek (Upupa epops).
W gminie Fleury żyją takie gatunki płazów jak: ropucha szara (Bufo bufo), ropucha paskówka (Bufo calamita), rzekotka śródziemnomorska (Hyla meridionalis), grzebiuszka gibraltarska (Pelobates cultripes), nurzaniec błotny (Pelodytes punctatus), żaba wodna (Pelophylax kl. esculentus) oraz żaba pirenejska (Pelophylax perezi). Wyróżniono także występowanie takich gatunków gadów jak: karetta (Caretta caretta), malpolon (Malpolon monspessulanus), Podarcis liolepis, piaskarka algierska (Psammodromus algirus), Rhinechis scalaris oraz jaszczurka perłowa (Timon lepidus). 
Spośród ssaków na obszarze tej gminy zaobserwowano królika europejskiego (Oryctolagus cuniculus), wiewiórkę pospolitą (Sciurus vulgaris) oraz dzika (Sus scrofa). 

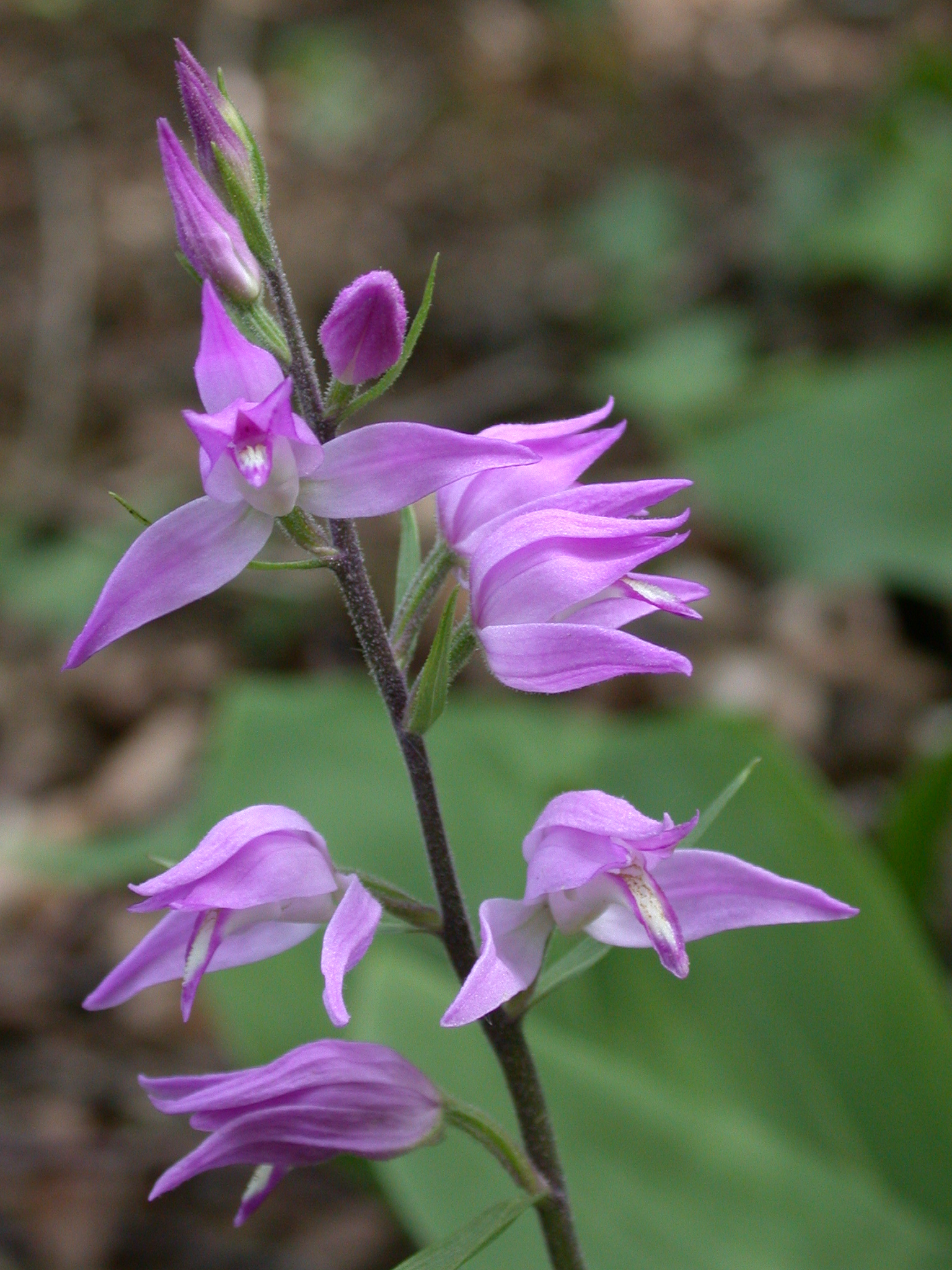
buławnik czerwony (Cephalanthera rubra) występuje między innymi na terenie gminy Fleury

### Flora
W gminie Fleury występuje endemiczny podgatunek ożanki popielatej (Teucrium polium subsp. clapae). Można tutaj również spotkać subendemiczny gatunek Atractylis humilis. Ponadto na terenie tej gminy zarejestrowano takie gatunki roślin jak: Alopecurus bulbosus, koślaczek stożkowaty (Anacamptis pyramidalis), selery zwyczajne (Apium graveolens), Artemisia caerulescens subsp. gallica, owies głuchy (Avena fatua), Blackstonia imperfoliata, Bupleurum semicompositum, Calystegia soldanella, Catapodium hemipoa, buławnik mieczolistny (Cephalanthera longifolia), buławnik czerwony (Cephalanthera rubra), komosa solniskowa (Chenopodium chenopodioides), Cirsium echinatum, kłoć wiechowata (Cladium mariscus), Cota altissima, Crucianella maritima, Crypsis aculeata, Crypsis schoenoides, Echinophora spinosa, Elytrigia scirpea, kruszczyk szerokolistny (Epipactis helleborine), podgatunek iglicy pospolitej (Erodium cicutarium subsp. bipinnatum), iglica cuchnąca (Erodium foetidum), mikołajek nadmorski (Eryngium maritimum), wilczomlecz ogrodowy (Euphorbia peplus), Euphorbia terracina, Gagea foliosa, Helianthemum violaceum, himantoglossum cuchnące (Himantoglossum hircinum), Himantoglossum robertianum, Limodorum abortivum, Limoniastrum monopetalum, Limonium auriculae-ursifolium, Limonium bellidifolium, Limonium cuspidatum, Limonium echioides, Limonium girardianum, Limonium legrandii, Limonium virgatum, Loeflingia hispanica, Lythrum tribracteatum, Medicago intertexta subsp. ciliaris, Myriolimon ferulaceum, storczyk purpurowy (Orchis purpurea), pankracjum nadmorskie (Pancratium maritimum), mak polny (Papaver rhoeas), babka solniskowa (Plantago cornuti), Pseudorlaya pumila, Romulea columnae, Romulea ramiflora, Rumex roseus, Schoenoplectus litoralis, gorczyca biała (Sinapis alba), Spartina patens, Stachys maritima, Suaeda splendens, Tamarix africana, świbka morska (Triglochin maritimum) czy Viola arborescens. Można tutaj spotkać gatunki introdukowane takie jak wyczyniec polny (Alopecurus myosuroides) czy Cynanchum acutum. 